# Tour de California 2008
La 3.ª edición del Tour de California se disputó desde el 17 al 24 de febrero de 2008.
Formó parte del calendario del UCI America Tour 2007-2008 dentro de la categoría 2.HC y el recorrido fue de un prólogo y 7 etapas para totalizar 1.072 km, con una contrarreloj individual de 24 km en la 5.ª etapa y una etapa de montaña.
El ganador fue el estadounidense Levi Leipheimer del Astana que obtuvo el liderato en la tercera etapa al llegar en una fuga junto a Robert Gesink. En la contrarreloj Leipheimer triunfó, confirmando el liderato de la carrera hasta el final. Lo acompañaron en el podio David Millar y Christian Vande Velde, ambos del equipo Garmin-Chipotle presented by H3O
En las demás clasificaciones, Dominique Rollin (Toyota-United)se quedó con la clasificación por puntos y la de los jóvenes fue para Robert Gesink (Rabobank). Garmin-Chipotle fue el ganador por equipos y la clasificación de la montaña fue para Scott Nydam del BMC.

## Equipos participantes
Nueve equipos UCI ProTeam, dos Profesionales Continentales y seis Continentales fueron los 17 equipos participantes que integrados por 8 ciclistas cada uno (excepto Rock Racing con 5 y Rabobank con 7) formaron un pelotón de 132 al comienzo de la prueba, a la que al final arribaron 77.
| Equipo                            | Cód. UCI | Categoría               |
| --------------------------------- | -------- | ----------------------- |
| Team High Road                    | THR      | UCI ProTeam             |
| Team CSC                          | CSC      | UCI ProTeam             |
| Astana                            | AST      | UCI ProTeam             |
| Quick Step                        | QST      | UCI ProTeam             |
| Saunier Duval-Scott               | SDV      | UCI ProTeam             |
| Rabobank                          | RAB      | UCI ProTeam             |
| Crédit Agricole                   | C.A      | UCI ProTeam             |
| Bouygues Telecom                  | BTL      | UCI ProTeam             |
| Gerolsteiner                      | GST      | UCI ProTeam             |
| BMC Racing Team                   | BMC      | Profesional Continental |
| Garmin-Chipotle presented by H3o  | TSL      | Profesional Continental |
| Health Net presented by Maxxis    | HNM      | Continental             |
| Bissell Pro Cycling               | BPC      | Continental             |
| Toyota-United                     | TUP      | Continental             |
| Rock Racing                       | RRC      | Continental             |
| Jelly Belly Cycling Team          | JBC      | Continental             |
| Kelly Benefit Strategies-Medifast | KBM      | Continental             |

## Etapas
| Etapa   | Fecha         | Recorrido                   | Km        | Ganador            | Líder             |
| Prólogo | 17 de febrero | Palo Alto                   | 3,4 (CRI) | Fabian Cancellara  | Fabian Cancellara |
| 1.ª     | 18 de febrero | Sausalito-Santa Rosa        | 156       | Juan José Haedo    | Fabian Cancellara |
| 2.ª     | 19 de febrero | Santa Rosa-Sacramento       | 186       | Tom Boonen         | Tyler Farrar      |
| 3.ª     | 20 de febrero | Modesto-San José            | 165       | Robert Gesink      | Levi Leipheimer   |
| 4.ª     | 21 de febrero | Seaside-San Luis Obispo     | 218       | Dominique Rollin   | Levi Leipheimer   |
| 5.ª     | 22 de febrero | Solvang-Solvang             | 24 (CRI)  | Levi Leipheimer    | Levi Leipheimer   |
| 6.ª     | 23 de febrero | Santa Bárbara-Santa Clarita | 169,6     | Luciano Pagliarini | Levi Leipheimer   |
| 7.ª     | 24 de febrero | Santa Clarita-Pasadena      | 150       | George Hincapie    | Levi Leipheimer   |

## Clasificaciones finales

### Clasificación individual
| Posición | Ciclista              | Equipo                           | Tiempo      |
| -------- | --------------------- | -------------------------------- | ----------- |
|          | Levi Leipheimer       | Astana                           | 29h 24' 32" |
| 2.       | David Millar          | Garmin-Chipotle presented by H3O | + 49"       |
| 3.       | Christian Vande Velde | Garmin-Chipotle presented by H3O | + 1' 08"    |
| 4.       | Fabian Cancellara     | Team CSC                         | + 1' 18"    |
| 5.       | Gustav Larsson        | Team CSC                         | + 1' 19"    |
| 6.       | David Zabriskie       | Garmin-Chipotle presented by H3O | + 1' 36"    |
| 7.       | Chris Horner          | Astana                           | + 2' 07"    |
| 8.       | Jurgen Van de Walle   | Quick Step                       | + 2' 11"    |
| 9.       | Robert Gesink         | Rabobank                         | + 2' 18"    |
| 10.      | Alexandre Moos        | BMC Racing Team                  | + 2' 27"    |

### Clasificación por puntos
| Posición | Ciclista         | Equipo         | Puntos |
| -------- | ---------------- | -------------- | ------ |
|          | Dominique Rollin | Toyota-United  | 44     |
| 2.       | Juan José Haedo  | Team CSC       | 42     |
| 3.       | Gerald Ciolek    | Team High Road | 32     |

### Clasificación montaña
| Posición | Ciclista            | Equipo          | Puntos |
| -------- | ------------------- | --------------- | ------ |
|          | Scott Nyndam        | BMC Racing Team | 26     |
| 2.       | Jurgen Van de Walle | Quick Step      | 19     |
| 3.       | Robert Gesink       | Rabobank        | 17     |

### Clasificación de los jóvenes
| Posición | Ciclista           | Equipo          | Tiempo      |
| -------- | ------------------ | --------------- | ----------- |
|          | Robert Gesink      | Rabobank        | 29h 26' 50" |
| 2.       | Thomas Peterson    | Garmin-Chipotle | + 40"       |
| 3.       | Kevin Seeldraeyers | Quick Step      | + 1' 22"    |

### Clasificación por equipos
| Posición | Equipo          | Tiempo      |
| -------- | --------------- | ----------- |
|          | Garmin-Chipotle | 88h 17' 05" |
| 2.       | Astana          | + 16"       |
| 3.       | Team CSC        | + 8' 44"    |
| 4.       | Quick Step      | + 8' 47"    |
| 5.       | Rabobank        | + 10' 02"   |